# Castillo de Plegamans
El Castillo de Plegamans es un edificio que preside, desde lo alto de la montaña, toda la zona baja de Palau-solità i Plegamans en la comarca catalana del Vallés Occidental. Su estructuración mediante edificios opuestos nos muestra, más que un elemento de defensa, una gran casa fortificada.

## Descripción
El castillo o casa fuerte de Plegamans es una gran casa gótica de los siglos XIV y XV que posteriormente sufrió muchas modificaciones. El edificio posee una torre en su esquina nordeste que se considera la parte más antigua del mismo, datando esta del siglo XI. Dicha torre fue construida con piedras del río unidas con cal. Actualmente el castillo tiene tres plantas. Las cubiertas, que varían entre una o dos vertientes, están coronadas por tejas árabes. La última restauración del castillo finalizó en 1995. Existe una antigua leyenda que menciona la existencia de un túnel que comunica el castillo con la masía de Can Cortès. Se encuentra intacto y en buen estado.

## Historia
El hecho de ser el Vallés un lugar de paso ha propiciado también el que haya sufrido múltiples trastornos, invasiones, saqueos y, en general, épocas de inestabilidad. Es en estas situaciones cuando un emplazamiento estratégico como la elevación del terreno donde está el castillo debía ser, por fuerza, atractivo para establecer alguna construcción, si no de defensa si al menos de vigilancia. Se cree que los restos de las construcciones más antiguas del castillo deben ser de época más remota, época que se podrá determinar con más precisión cuando se haga un estudio arqueológico de la zona.
Hasta la alta Edad Media se entra de lleno en la época del castillo. Tras la invasión de los árabes y la posterior reconquista hasta el río Llobregat, donde se estableció la frontera en el siglo IX, se repueblan las comarcas que habían quedado deshabitadas y se consolida la población. Tanto en un caso como el otro los pobladores que se establecen construyen sencillos caseríos y, con herramientas rudimentarias y recursos escasos, van trabajando las tierras, a menudo yermas, para cultivarlas. Luchan contra numerosos peligros y dificultades, todo ello para conseguir una austera y difícil subsistencia. Se trata de una verdadera conquista y colonización.
Mientras tanto, aún pasarán muchos años con invasiones y revueltas. Por ello, paralelamente a la colonización de la tierra, se hace necesario el establecimiento de una estructura defensiva, basada en una red de castillos y torres.
En este momento vuelve a tener interés estratégico el promontorio del castillo. Si existía alguna edificación anterior, con mucha probabilidad fue transformada y reutilizada como torre, según parece. De esta manera se origina el primitivo núcleo del edificio del castillo de Plegamans.

### Primeras noticias

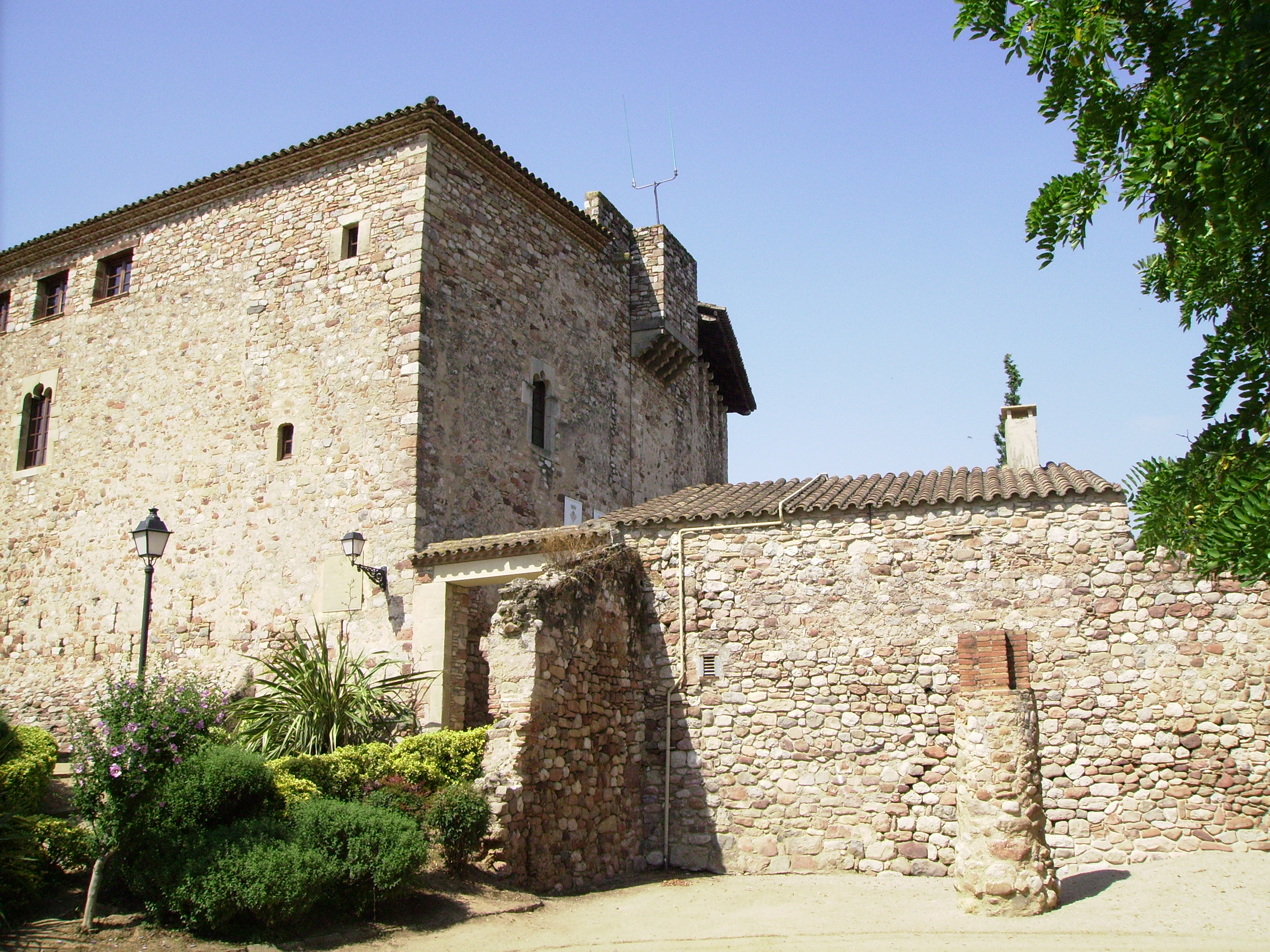
Vista norte del castillo

En un documento del cartulario del monasterio de Sant Cugat del Vallés, del día 22 de junio del año 965, encontramos mencionado por primera vez el nombre de Plegamans. Se trata de una donación de tierras al monasterio hecha por Deuda, Adulfo, Orihuela y Martí, sucesores de Cilicio. Durante los años siguientes se encuentran más citas del nombre de Plegamans al mismo cartulario, lo cual hace pensar que había vida activa en estos lugares desde hacía tiempo. Es curioso citar el nombre de algunos del lugar que aparecen en los documentos: Gerivert, bonus, Gombau, Uldrig, Riquilda, Gelmà, Saborido, Adèvora, Marciano, Ermencisde, Selícia, Sendret, Dalam, Adulfo, Erovigi, Ansalon y otros.
La noticia más aclaratoria sobre Plegamans y sus límites la encontramos en un documento del año 990.

Ennec, llamado también Bonfill, hijo de Sendret, dio al monasterio de Sant Cugat unos alodios a un lugar que llaman Plegamans. Estos alodios los había comprado al conde Borrell y a su mujer Leudegards.

En el documento se lee que se dan los alodios con sus casas, cortes, tierras, viñas, huertos, frutales, torrentes, fuentes, prados, caminos, bosques y matorrales. Aunque esta es la redacción protocolaria usual de estos documentos, todo ello da a entender que no era un lugar yermo, sino todo los contrario.
En este documento se define también los límites de Plegamans: al norte con Coscollola (probable villa próxima a Can Falguera), hasta el camino público que va a Caldes, a Oriente con Palaudaries por medio de la sierra que pasa por encima de la villa Rodal (hoy Vilarrosal); a mediodía con Gallecs, y en Occidente con el camino público que discurre por el plano hacia Caldes y proviene de la Ruvira (Boada). Este es, pues, el primer Plegamans: Un montón de casas rurales por la sierra y los valles adyacentes, seguramente una primitiva iglesia de la que desgraciadamente no tenemos noticias y una torre, germen de un castillo incipiente.
Las tierras eran originariamente del conde, y su propiedad dominical sería más tarde, en tiempos del rey Jaime I de Aragón, del monasterio de Sant Cugat.
La jurisdicción o señorío jurisdiccional sería entregada a sucesivos señores o castellanos. Estos dispondrían de unas tierras directamente de su propiedad alrededor del castillo.
Ya bien entrada la Edad Media, en el «fogaje» o censo del año 1359, es donde se dice que en la Parroquia y Cuadro de Sant Genís de Plegamans hay:
- Fuegos «esgleya» - XV
- Ítem de caballeros - VII
- Totales XXII fuegos

En el censo de «1497» se citan XII fuegos de Plegamans: (seguramente referidos sólo a los de «esgleya» o dependientes del monasterio de Sant Cugat del Vallés):
- La Senyora Vilatorta
- Lo vicari
- En Puig Oriol
- En Falguera
- En Figueres
- En Soler
- En Padró
- En Guardia
- En Coll
- En Arimon
- En Serda
- Lo ferrer

Los fuegos nombrados de «cavallers», que dependían directamente de los señores Vilatorta, no figuran en esta relación.

### Señores de Plegamans

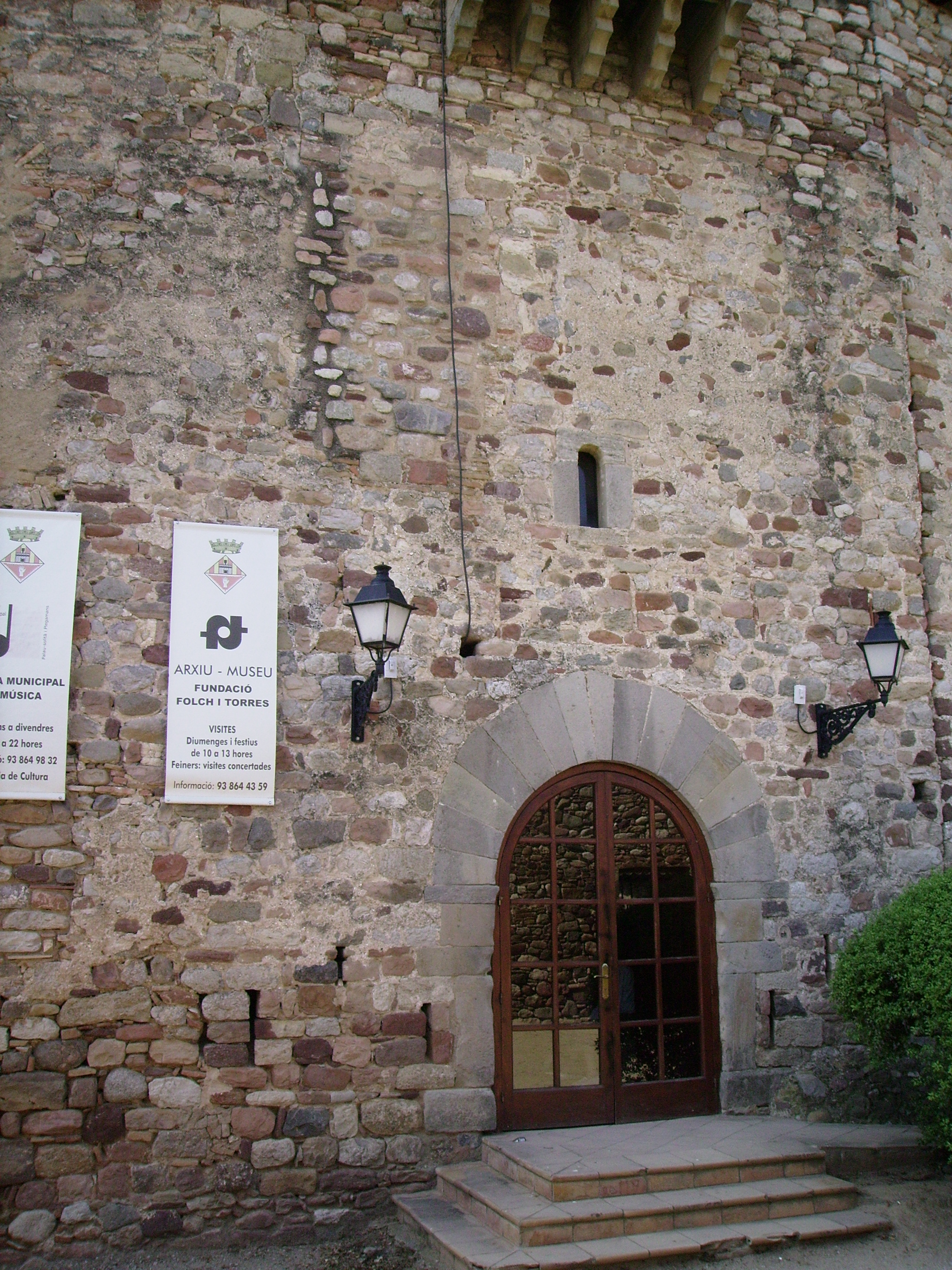
Entrada principal al castillo

Los señores ejercían la autoridad, encomendada por el rey (o conde rey), sobre la jurisdicción del castillo y sus habitantes.
El primer señor del que tenemos constancia con seguridad, por jurisdicción del conde, es Guadall Gilabert de Plegamans (el año 1122). Hay que decir, sin embargo, que anteriormente había habido otros miembros llamados de la familia Plegamans, por ejemplo, Guillem de Plegamans, que participó en la primera conquista de Mallorca (año 1114). Más tarde se suceden otros Plegamans, que el año 1147 acompañó Ramón Berenguer IV en la expedición contra Almería. Encontramos también un Guillem de Plegamans como alcalde de Tarrasa (año 1191). Pero no hay duda de que el personaje más destacado de la familia fue Ramón de Plegamans, lugarteniente del rey, que participó activamente en la conquista de Mallorca junto a Jaime I.
Entrado el siglo XIV, concretamente en el año 1371, consta que un tal Pere de Citrà compra la jurisdicción de Plegamans, Gallecs y Palau-Solità. Al cabo de unos años, en 1427, el rey Alfonso el Magnánimo incorpora a la Corona esta jurisdicción. A partir de estos acontecimientos ya no volvemos a encontrar los Plegamans como poseedores del castillo.
En el año 1441 hay un cambio significativo. Se produce la concesión de la jurisdicción de la Cuadra de Plegamans a Antoni de Vilatorta, un importante mercader, que fue consejero de Barcelona. Su retrato figura en el retablo de la Virgen de los Consejeros de Lluís Dalmau. El rey Alfonso V autorizó a su señor de Plegamans a rehacer el castillo y elevó su categoría convirtiéndolo en «Castell Termens».
Años más tarde, en 1472, siendo rey Juan II, Antonio de Vilatorta, acusado de rebelión, fue desposeído de la jurisdicción, que pasó a poder de Francisco Burguès. Pero unos meses después, Antonio de Vilatorta la volvió a recuperar al acogerse a un indulto.
En aquellos tiempos los señores feudales en general, a medida que iba avanzando la Edad Media, iban tomándose más atribuciones e imponiendo más obligaciones a sus súbditos. Asimismo, además de las competencias jurisdicconals, fueron atribuyéndose otras funciones patrimoniales, llegando a veces a situaciones muy complicadas.
Fue durante el reinado de Alfonso V cuando se hicieron fuertes las reivindicaciones de los campesinos remensas, para liberarse de las cargas feudales. Al triunfar su revuelta y conseguir muchas de sus demandas, se produjo la consolidación de una red de campesinos libres que revitalizó la economía del país.
En el caso de Plegamans, no parece que se pueda hablar de un feudalismo muy duro. El hecho de depender del monasterio de Sant Cugat seguramente contribuyó a ello. Además, a partir del siglo XV, se fueron donando por parte del monasterio de todos los establecimientos de las masías a favor de sus cultivadores, lo que conllevaba a la práctica su propiedad a cambio de unos pagos anuales, generalmente en especies.
Volviendo a los señores, observamos como a finales del siglo XVI el castillo y el término pasan a la familia Clariana, después a la Gualbes y, a través de una serie de sucesivos casamientos, al Marqués de Sentmenat, que tiene registrada la Quadra a partir del siglo XVIII. Los años treinta del siglo XX los Sentmenat se desprenden de sus posesiones en Plegamans.